# Liste des îles de Belgique
Voici une liste des îles de Belgique.

## Îles fluviales

### Province de Liège
- Belle-Île (Liège)
- Île aux Corsaires (Liège)
- Île de Franche Garenne (Visé)
- Île de la Sucrerie (Wanze)
- Île de Ponthière (Amay)
- Île de la Venne (Esneux)
- Île de Tilff (Esneux)
- Île du Lion (Comblain-au-Pont)
- Île des Béguines (Huy)
- Île des Chanoines (Huy)
- Île du Bosquet (Wanze)
- Île Monsin (Liège)
- Île Robinson (Visé)
- Outremeuse-Boverie (Liège)

### Province de Luxembourg
- Île de la Bergerie, Bouillon
- Île de Locaillou, Bouillon
- Île de l'Oneux, Hotton
- Île des Beaux Chênais, Bouillon
- Île du Ban de Laviot, Bouillon
- Île du camping du Vieux Moulin, Bouillon
- Île du Pic du Diable, Bouillon
- Îles de Grimouti, Bouillon
- Îles du Moulin des Nawés, Bertrix
- Îles Stassart, Bouillon

### Province de Namur
- Île d'Al Golette, Dinant
- Île d'Alle, Vresse-sur-Semois
- Île d'Androssart, Hastière
- Île d'Amour, Dinant
- Île de Champinoit, Profondeville
- Île de Belgrade, Andenne
- Île de Dave, Namur
- Île de Farcy, Hastière
- Île de Houx, Yvoir
- Île de la Roche aux Chevesnes, Vresse-sur-Semois
- Île de Membre, Vresse-sur-Semois
- Île de Membroise, Vresse-sur-Semois
- Île de Moniat, Dinant
- Île de Mornimont, Jemeppe-sur-Sambre
- Île d'Ouvreau, Hastière
- Île de Quelhan, Vresse-sur-Semois
- Île Saint-Jean, Dinant
- Île de Waulsort, Hastière
- Île du Pont de Claies, Vresse-sur-Semois
- Île d'Yvoir, Yvoir
- Îles des Conquelles, Vresse-sur-Semois
- Îles de Godinne, Yvoir
- Îles de Mouzaive, Vresse-sur-Semois
- Île Vas-t'y-Frotte, Namur

## Anciennes îles de Belgique
- Ile de Chaumont, Hermalle-sous-Huy